# Алі Олван
Алі Олван (араб. علي علوان, нар. 26 березня 2000, Амман) — йорданський футболіст, нападник малайзійського клубу «Селангор».
Виступав, зокрема, за клуби «Аль-Джазіра» (Амман) та «Аш-Шамаль», а також національну збірну Йорданії.

## Клубна кар'єра
Народився 26 березня 2000 року в місті Амман. Вихованець юнацьких команд футбольних клубів «Аль-Вахдат» та «Аль-Джазіра» (Амман).
У дорослому футболі дебютував 2018 року виступами за команду «Аль-Джазіра» (Амман), у якій провів чотири сезони. 
Своєю грою за цю команду привернув увагу представників тренерського штабу клубу «Аш-Шамаль», до складу якого приєднався 2022 року. Відіграв за катарську команду наступні два сезони своєї ігрової кар'єри. Більшість часу, проведеного у складі «Аль-Шамаля», був основним гравцем атакувальної ланки команди.
Протягом 2024 року захищав кольори клубу «Аль-Хор».
До складу клубу «Селангор» приєднався 2024 року.

## Виступи за збірні
У 2020 році залучався до складу молодіжної збірної Йорданії. На молодіжному рівні зіграв у 4 офіційних матчах.
У 2020 році також дебютував в офіційних матчах у складі національної збірної Йорданії.
У складі збірної був учасником кубка Азії з футболу 2023 року у Катарі.